# هنري هيندمان
هنري مايرز هيندمان (بالإنجليزية: Henry Mayers Hyndman)‏ هو كاتب وسياسي إنجليزي ولد 7 مارس 1842، كان في البداية عضو في حزب المحافظين، لكن تأثر من أطروحات ماركس وأسس حزباً يسارياً باسم الإتحاد الاشتراكي الديمقراطي في سنة 1881 وألذي جذب لاحقاً كل من ويليام موريس وجورج لانسبوري، تطورت أفكاره لاحقاً إلى العداء ضد اليهود أثناء حرب البور، حيث لام اليهود على قيام الحرب وذكر بأنهم هم مركز الذهب في العالم ويشكلون عائقاً على الاشتراكية العالمية، أدى ذلك لنشوب نزاع لاحق بينه وبين ابنة ماركس إلينور ماركس ألتي إتهمته بالعنصرية. في سنة 1911 إنضم إلى الحزب الاشتراكي البريطاني وتوفي في يوم 20 نوفمبر 1921.

## روابط خارجية
- هنري هيندمان على موقع الموسوعة البريطانية (الإنجليزية)